# Liste der denkmalgeschützten Objekte in Götzens
Die Liste der denkmalgeschützten Objekte in Götzens enthält die 13 denkmalgeschützten, unbeweglichen Objekte der Tiroler Gemeinde Götzens.

## Denkmäler
| Foto |                 | Denkmal                                                                                        | Standort                                      | Beschreibung | Metadaten |
| ---- | --------------- | ---------------------------------------------------------------------------------------------- | --------------------------------------------- | --- | --- |
| ja   | Datei hochladen | Kapelle bei den Einethöfen, Berger-Kapelle HERIS-ID: 68484 Objekt-ID: 81492 TKK: 35677         | Einethöfe 1, in der Nähe Standort KG: Götzens | Der offene, gemauerte Kapellenbildstock mit steilem Satteldach und Natursteinsockel hat in seiner Nische einen kleinen Rokoko-Altar aus der zweiten Hälfte des 18. Jahrhunderts. Der Bildstock wurde in Erinnerung an ein Kind, das mit einem halben Jahr im Oktober 1977 verstorben ist, erbaut. | BDA-Hist.: Q38119801 Status: § 2a Stand der BDA-Liste: 2025-06-30 Name: Kapelle bei den Einedhöfen, Berger-Kapelle GstNr.: 2067/1 Berger-Kapelle (Götzens)                           |
| ja   | Datei hochladen | Feldkapelle, Höll-Kapelle HERIS-ID: 67814 Objekt-ID: 80795 TKK: 35623                          | westlich Einethöfe Standort KG: Götzens       | Die offene und fensterlose Kapelle mit steilem, schindelgedecktem Satteldach, Kreuzkugel und Wetterfahne wurde urkundlich im Jahre 1675 errichtet. Das Verkündigungsfresko am Giebel stammt aus dem Jahr 1828, an der nördlichen Längsseite befindet sich ein Fresko des hl. Georgs. Innen ein flaches Tonnengewölbe mit Stichkappen, Graten und figuralen sowie floralen Wandmalereien. | BDA-Hist.: Q38117662 Status: § 2a Stand der BDA-Liste: 2025-06-30 Name: Feldkapelle, Höll-Kapelle GstNr.: 801 Feldkapelle, Höll-Kapelle                                              |
| ja   | Datei hochladen | Kruzifix HERIS-ID: 68031 Objekt-ID: 81026 TKK: 35631                                           | westlich Einethöfe 35 Standort KG: Götzens    | Das Kruzifix mit einem qualitätsvollen Korpus aus der Mitte des 18. Jahrhunderts steckt in einem Kreuzkasten mit durchbrochener Rückwand. | BDA-Hist.: Q38118315 Status: § 2a Stand der BDA-Liste: 2025-06-30 Name: Kruzifix GstNr.: 801 Kruzifix Einethöfe, Götzens                                                             |
| ja   | Datei hochladen | Notburgabrunnen HERIS-ID: 68144 Objekt-ID: 81145 TKK: 35628                                    | bei Gries 4 Standort KG: Götzens              | Trog mit Jahresangabe 1893. Statuette vom Bildhauer Konrad Abenthung aus dem Jahre 1950. | BDA-Hist.: Q38118759 Status: § 2a Stand der BDA-Liste: 2025-06-30 Name: Notburgabrunnen GstNr.: 2046/5 Notburgabrunnen (Götzens)                                                     |
| ja   | Datei hochladen | Kriegerdenkmal HERIS-ID: 81225 Objekt-ID: 94991 TKK: 35674                                     | neben Kirchplatz 4 Standort KG: Götzens       | Das nach dem Ersten Weltkrieg für die Gefallenen errichtete Denkmal zeigt auf einem getreppten Sockel mit volutengestütztem Gesims die Steinfigur eines sitzenden Soldaten. An den Seitenflächen befinden sich Tafeln mit den Namen der Gefallenen des Ersten Weltkriegs, hinter dem Denkmal wurden 1950 Bronzetafeln für die Gefallenen des Zweiten Weltkriegs hinzugefügt. | BDA-Hist.: Q38175410 Status: § 2a Stand der BDA-Liste: 2025-06-30 Name: Kriegerdenkmal GstNr.: 2046/6                                                                                |
| ja   | Datei hochladen | Kath. Pfarrkirche hll. Peter und Paul mit Friedhof HERIS-ID: 55388 Objekt-ID: 64024 TKK: 19478 | neben Kirchplatz 4 Standort KG: Götzens       | Ein Sakralbau des Barock und Rokoko aus dem Jahr 1775. | BDA-Hist.: Q1348629 Status: § 2a Stand der BDA-Liste: 2025-06-30 Name: Kath. Pfarrkirche hll. Peter und Paul mit Friedhof GstNr.: .12, 25/2 Pfarrkirche Hl. Peter und Paul (Götzens) |
| ja   | Datei hochladen | Bauernhaus Hell HERIS-ID: 39080 Objekt-ID: 38785 TKK: 35640                                    | Kirchplatz 4 Standort KG: Götzens             | Der längsgeteilte Einhof über rechteckigem Grundriss mit Satteldach wurde 1739 erbaut. Der giebelseitig erschlossene Wohnteil mit Seitenflurgrundriss ist gemauert und zeigt Spuren einer früheren Färbelung, der Wirtschaftstrakt ist über dem gemauerten Erdgeschoß in Ständerbauweise aufgeführt. | BDA-Hist.: Q37986882 Status: Bescheid Stand der BDA-Liste: 2025-06-30 Name: Bauernhaus Hell GstNr.: .14 Bauernhaus Hell, Götzens                                                     |
| ja   | Datei hochladen | Volksschule HERIS-ID: 68175 Objekt-ID: 81178 TKK: 35637                                        | Kirchplatz 5 Standort KG: Götzens             | Die dreigeschoßige Volksschule unter einem Satteldach wurde 1955 errichtet. Die Hauptfassade ist durch einen risalitartigen Vorsprung mit überdachtem Eingang gegliedert, einfacher verbretterter Bundwerkgiebel, hölzerner Obergeschoßbalkon. Die Wandbilder an der Eingangsfassade (Kinder und Landleben) und im Eingangsbereich (Märchen) stammen von Peter Paul Morandell aus dem Jahr 1955. 1971 Erweiterungsbau an der Westseite. | BDA-Hist.: Q38118944 Status: § 2a Stand der BDA-Liste: 2025-06-30 Name: Volksschule GstNr.: 25/3                                                                                     |
| ja   | Datei hochladen | Franz Xaver-Brunnen HERIS-ID: 68037 Objekt-ID: 81032 TKK: 35634                                | neben Kirchstraße 3 Standort KG: Götzens      | Trog mit Jahresangabe 18--. Brunnen mit Büste des hl. Franz Xaver, geschaffen vom Bildhauer Johann Schnegg um 1780. | BDA-Hist.: Q38118323 Status: § 2a Stand der BDA-Liste: 2025-06-30 Name: Franz Xaver-Brunnen GstNr.: 2046/7 Franz Xaver-Brunnen (Götzens)                                             |
| ja   | Datei hochladen | Widum HERIS-ID: 57397 Objekt-ID: 67409 TKK: 19479                                              | Kirchstraße 5 Standort KG: Götzens            | Das zweigeschoßige Gebäude mit Satteldach wurde im 18. Jahrhundert errichtet. Die südliche Hauptfassade weist ein gefastes Rundbogenportal mit Keilstein auf und ist mit Scheinarchitektur, einem Mariahilfmedaillon und Putten bemalt. Auch die Traufseiten sind mit reicher Architekturmalerei geschmückt. | BDA-Hist.: Q38076299 Status: § 2a Stand der BDA-Liste: 2025-06-30 Name: Widum GstNr.: .8 Widum Götzens                                                                               |
| ja   | Datei hochladen | Kath. Filialkirche, Theresienkirche HERIS-ID: 55387 Objekt-ID: 64023 TKK: 35620                | bei Kirchstraße 15 Standort KG: Götzens       | Die 1350 erstmals erwähnte Kirche ist der älteste Kirchenbau von Götzens, die Mauern des Langhauses stammen noch aus dieser Zeit. Anfang des 16. Jahrhunderts wurde sie von Blasius Hölzl, dem Pfleger von Vellenberg zu seiner Begräbnisstätte umgestaltet. Seit 1927 dient sie als Kapelle des neu errichteten Josefsheimes, einer Filiale des Klosters der Franziskaner-Tertiarschwestern Hall, 1928 wurde sie der hl. Theresia geweiht. Die zweijochige Kirche mit geradem Chorschluss, steilem Satteldach und Giebelreiter hat an der Westseite drei Erdbebenpfeiler. Über dem Rundbogenportal an der Giebelfassade befindet sich ein Barockkreuz vom Ende des 17. Jahrhunderts. Der Innenraum weist ein Netzgratgewölbe und spätgotische Fresken auf. | BDA-Hist.: Q38065243 Status: § 2a Stand der BDA-Liste: 2025-06-30 Name: Kath. Filialkirche, Theresienkirche GstNr.: .1                                                               |
| ja   | Datei hochladen | Isidorbrunnen HERIS-ID: 68162 Objekt-ID: 81164 TKK: 35626                                      | Mittelgasse Standort KG: Götzens              | Trog mit Jahresangabe 1893. Statuette aus der Mitte des 18. Jahrhunderts. | BDA-Hist.: Q38118883 Status: § 2a Stand der BDA-Liste: 2025-06-30 Name: Isidorbrunnen GstNr.: 2046/1                                                                                 |
| ja   | Datei hochladen | Burgruine Vellenberg HERIS-ID: 39078 Objekt-ID: 38783 TKK: 35665                               | Vellenberg 15 Standort KG: Götzens            | Die Burgruine Vellenberg ist die Ruine einer Höhenburg auf einer abgesetzten Rückfallkuppe in der Gemeinde Götzens im Bezirk Innsbruck-Land. Die Grafen von Andechs wurden 1207 geächtet und verloren die Burganlage. Um 1232 wurde diese neuerlich belehnt. Die Burg war dann der ständige Wohnsitz des Ministerialengeschlechts der Herren von Vellenberg. Das Geschlecht der Vellenberg ist seit 1164 nachweisbar. | BDA-Hist.: Q1015557 Status: Bescheid Stand der BDA-Liste: 2025-06-30 Name: Burgruine Vellenberg GstNr.: .140, 289, 290, 291, 292/2 Burgruine Vellenberg                              |